# Morbius
Morbius, az „élő vámpír” egy kitalált szereplő, antihős a Marvel Comics képregényeiben. A szereplőt Roy Thomas és Gil Kane alkotta meg. Első megjelenése az The Amazing Spider-Man 101. számában volt 1971 októberében. Morbius megszületésekor a Comics Code Authority szigorúan ellenőrizte és szabályozta a képregények tartalmát, és többek között tiltotta a farkasemberek, vámpírok és más élőholtak megjelenését bennük. Morbius megalkotása gyakorlatilag az élőholtak elleni tilalom kijátszása volt, mivel Morbius a vámpírokhoz hasonló képességeit nem halála után, és nem természetfeletti erők révén szerezte.
Michael Morbius elismert Nobel-díjas tudós volt, aki egy halálos vérbetegségben szenvedett. Végül kidolgozott egy eljárást, mely reményei szerint képes lett volna megmenteni az életét. Az eljárás mellékhatásaként azonban a vámpírokéhoz hasonló tulajdonságokra tett szert és csillapíthatatlan vérszomj lett úrrá rajta, melynek első áldozata barátja és munkatársa, Nikos lett. Elszörnyedve tettén, a lelkiismerete és a vérszomja által gyötörve Morbius bujdosni kezdett.
Morbiusnak nem sokkal első megjelenése után önálló történetei jelentek meg a Vampire Tales című magazinban majd a Adventure into Fear horror-antológiában. Az évek során több Marvel-füzetben is feltűnt mint vendégszereplő, majd 1992 és 1995 között önálló képregényében jelentek meg kalandjai.

## A megjelenés története

### Megszületése a képregény ezüstkorának alkonyán
Morbius az amerikai képregény ezüstkorának végén született meg. Morbius első szereplése az Amazing Spider-Man 101. és 102. számában, a háromrészes The Six Arms Saga című történet utolsó két részében volt (1971. október – november). A történet írója Roy Thomas és rajzolója Gil Kane eredetileg a Marvel-univerzum Drakuláját szerették volna bemutatni a történetben, de Stan Lee egy szupergonosztevő vámpírt akart látni a képregényben. Morbius nem a Comics Code által tiltott klasszikus értelemben vett vámpír szereplő volt, bár igen közel állt hozzá. A legjelentősebb eltérés, hogy Morbius nem élőhalott, melyeknek a megjelenését a Comic Code tiltotta. A vámpírokra emlékeztető tulajdonságait és képességeit egy félresikerült kísérletben szerezte. Hiányoztak belőle a rémtörténetek klasszikus gót-jegyei, öltözéke a Marvel más szereplői által viseltekhez hasonlított. A tragikus sorsú Michael Morbius, képtelen volt megbékélni azzal amivé vált és amit éjjelente tenni kényszerül, hogy életben maradjon. A történet végén látszólag vízbe fulladt, visszatérése azonban még egy évet sem váratott magára, melyben közrejátszott a Comics Code szabályainak 1971-es enyhülése és az olvasók horror-történetek iránti növekvő igénye. Gil Kane egy interjújában úgy nyilatkozott, hogy Morbiust Jack Palance amerikai filmszínészről mintázta.
Morbius következő szereplése 1972 júliusában és szeptemberében volt a Marvel Team-Up 3. és 4. számában melynek írója Gerry Conway, rajzolója pedig Ross Andru és Gil Kane volt. A történetben, mely pár héttel Morbius első felbukkanása után játszódott, Morbius visszatért és elrabolt egy professzort, akitől azt remélte, hogy ki tudja gyógyítani vámpír-létéből. A kétrészes történetben Morbius ismét Pókemberrel, valamint új ellenfelekként a Fantasztikus Négyes egyik tagjával, Fáklyával és az X-Mennel került szembe. Morbiusnak nem sikerült elérnie célját és az X-Men és Xavier professzor fogságba esett.

### A bronzkor
Morbius első saját története 1973 augusztusában a Marvel újonnan indított fekete-fehér horror-magazinjában, a Vampire Tales első számában jelent meg. A rövid életű magazinban, aminek csupán 11 száma és egy különszáma jelent meg, kizárólag vámpír képregények és írások kaptak helyet. Morbius a magazin 6. és 9. számának kivételével mindegyikben szerepelt. A történetek írója Don McGregor, majd őt követően Doug Moench volt. Rajzolói Pablo Marcos, Rich Buckler, Tom Sutton, Mike Vosburg és Sonny Trinidad voltak. A magazin a Comics Code embléma nélkül jelent meg, így a történetek igen sok erőszakos és véres jelenetet tartalmaztak, melyek más Marvel képregényekben nem szerepelhettek volna. A Vampire Tales 10. számában például Morbius dühében egy egész kis bányászfalut írt ki, amiért azok megöltek egy ártatlan nőt.
Próbáltunk terjeszkedni, szóval miért is ne? Nem hinném, hogy túl mély gondolat lett volna mögötte, egyszerűen csak úgy gondoltuk, hogy remek szereplő és megérdemelte, hogy színes füzetben is szerepeljen, ne csak fekete-fehérben.
1974 februárjától az Adventure into Fear horror-antológiában is rendszeresen jelentek meg Morbius önálló történetei, legelőször a kiadvány huszadik számában. Az Adventure into Fear a 31. számmal, 1975 decemberében szűnt meg. Az írók között volt Steve Gerber, Doug Moench, és Bill Mantlo, rajzolói mások mellett Craig Russell, Frank Robbins, Don Heck és Frank Robbins voltak. A stabil alkotói csapat hiányának ellenére ez idő alatt Morbiusnak két nagyobb története jelent meg a kiadványban, melyeket a Giant-Size Werewolf negyedik számában való vendégszereplése kötött össze. Mivel néhány hónappal az Adventure into Fear megszűnése előtt, 1975 júniusában a Marvel a Vampire Tales sorozatát is leállította, ezt követően az olvasók évekig csak vendégszereplőként találkozhattak Morbiussal.
1976 májusában a Marvel Two-in-One 15. számában szerepelt egy közös kalandban a Lénnyel, majd ennek a történetnek a folytatásaként 1977-ben a Spectacular Spider-Man 6., 7. és 8. számaiban. A hatodik szám valójában az 1972-es Marvel Team-Up 3. számának módosítottan újranyomtatott változata volt, melyben Morbius eredete és eddigi összecsapásai Pókemberrel visszaemlékezés formájában jelentek meg. A 7. és 8. számban Morbius az Empatoid nevű idegen lény kényszerítette, hogy Pókember ellen harcoljon. A történet írója Archie Goodwin, rajzolója Sal Buscema volt. Morbius következő szereplése, mely fordulópont volt a szereplő életében, ugyanennek a sorozatnak a 38. számában volt 1980 januárjában. A Bill Mantlo által írt, Az élő vámpír átka! című történetben Morbius egy véletlen villámcsapás és Pókember vére által visszanyerte emberi alakját.

#### Ismét emberként
Morbius ugyan elveszítette vámpírszerű kinézetét, de vendégszerepléseinek száma ennek ellenére sem csökkent. Visszaváltozása utáni első szereplése az Amazon sorozatában, a Savage She-Hulk 9. számában volt 1980 októberében. A Savage She-Hulk írója ekkor David Anthony Kraft, rajzolója Mike Vosburg volt. A történetből kiderült, hogy Morbius ugyan visszanyerte emberi kinézetét, és már nem volt szüksége vérre, hogy életben maradjon, mégis az erre való pszichológiai késztetése megmaradt, mellyel nap mint nap meg kellett küzdenie. A Pókemberrel való harc után Los Angelesbe költözött, és az University of California neuroradiológiai tanszékén kapott kutatói állást, ahol fegyveres felügyelet mellett kereste végső gyógyulása kulcsát. Jennifer Walters, az Amazon barátja Morbiustól kért segítséget a nő vértesztjének az elemzéséhez, melyből kiderült, hogy az Amazon sejtjei végzetes sebességgel kezdenek elhalni. A nő állapota egyre romlott, mire Morbiusnak a 11. számban sikerült kifejlesztenie a szérumot, mely megmenthette az Amazon életét. A szérum azonban egyben Morbius visszamaradt vérszomjának is véget vethetett volna, így a férfi lelkiismerete és a gyógyulás iránti vágya között őrlődött, míg végül az utolsó pillanatban erőt vett magán és beadta az életmentő szert a haldokló nőnek. Morbius megpróbáltatásai azonban nem értek véget, mivel kitudódott, hogy az Morbius azonos a sorozatgyilkos vérszívóval, és a feldühödött lakosság az egyetem előtt gyűlt össze. A 12. számban Morbius ügye bíróság elé került, ahol Jennifer Walters lett a védőügyvédje. Jennifernek végül sikerült meggyőznie az esküdteket, hogy Morbius nem volt ura tetteinek mikor hatalmába kerítette a vérszomj, így a tudóst csak öt év börtönbüntetésre ítélték. Ezt természetesen az áldozatok hozzátartozói nem akarták elfogadni és Jennifer is számos ellenséget szerzett magának amiért Morbiust védte.
Morbius legközelebb 1984 májusa és júliusa között tűnt fel a Fantastic Four 266., 267. és 268. számaiban. Morbius ekkorra már a vérivás iránti pszichológiai kényszerből is sikeresen kigyógyult. A megjelent történetben mindössze néhány képkockán tűnt fel, általában a háttérben. Egyike volt azoknak az orvosoknak akik megpróbálták megmenteni Susan Richards magzatát, de az orvosok és tudósok munkája ellenére Susan és Reed Richards végül elveszítették a gyermeket. A West Coast Avengers 5. és 6. számában, 1986 februárjában és márciusában mint Jack Russel, a farkasember orvosa tűnt fel, valamivel aktívabb szereplőként mint két évvel azelőtt a Fantasztikus Négyes sorozatában.

### Morbius a képregények modern korában

#### A vámpír visszatér
Morbius a West Coast Avengers-ben való szereplése után három évvel, 1989 novemberében tűnt fel ismét a Doctor Strange 10. számában, ezúttal ismét vámpírként. A sorozat írója ekkor Morbius egyik megalkotója Roy Thomas volt, aki Morbis visszaváltozására a 14. számban adott magyarázatot. A történetben Morbius elmeséli Doktor Strange-nek, hogy a betegségéből való teljes gyógyulása után továbbra is kísértette múltja és képtelen volt a munkájára koncentrálni. Szabadságot vett ki, melyet New Orleans óvilági környezetében akart eltölteni, ott azonban Marie Laveau, a vudukirálynő fogságába esett. Laveau a vámpírok vérének segítségével tartotta magát fiatalon, de mióta Doktor Strange egy varázslattal átmenetileg eltörölte őket a Föld színéről ehhez már nem juthatott hozzá. Annak ellenére, hogy Morbius valójában soha nem volt igazi vámpír, a nő ismét vérszívóvá változtatta, abban reménykedve, hogy az ő vére is megfiatalíthatja. Laveau terve nem működött és Morbiusnak sikerült megszöknie a fogságból.  Morbius 1989 és 1990 között több számában is szerepelt Doktor Strange sorozatának. Az ebben az időszakban megjelent történetek készítették elő az igazi vámpírok visszatérését a Marvel-univerzumba.
Morbius legközelebb az 1991 augusztusában és szeptemberében megjelent Spider-Man 13. és 14. számában megjelent Sub-City című történetében szerepelt. A füzet írója és rajzolója Todd McFarlane volt. A történetben Morbius a New York elhagyott alagútjaiban és csatornáiban élő számkivetettek „uralkodójaként” jelent meg, miután otthagyta Doktor Strange házát, aki mágiával sem volt képes meggyógyítani betegségét. A föld alatt élő számkivetettek harcban álltak a város fenti világával és a szintén az alagútrendszerekben élő mutáns populációval, a Morlockokkal. Morbius a védelmébe vette ezeket az embereket, cserébe azok pedig „rossz” embereket raboltak el a felszínről neki, akikből táplálkozhatott. Az eltűnések után nyomozó Pókember összetűzésbe került Morbiussal. A harc során kiderült, hogy Morbius eltorzult tudatú alattvalóinak egészen más fogalmaik voltak a „rosszról”, számukra mindenki az volt aki a felszínen élt, így rengeteg ártatlan embert is elraboltak onnan Morbius számára. Morbius nem tudta elviselni, hogy ismét ártatlan életeket oltott ki, és bűntudattól gyötörve elmenekült az alagutakból és Pókember elől.

#### Saját sorozat
21 évvel első szereplése után Morbius saját képregényfüzetet kapott, melynek első alkotópárosa Len Kaminski író és Ron Wagner rajzoló lett. Az 1992 szeptemberében megjelent első szám egyben a Rise of the Midnight Sons című crossover történet 3. része is volt, melyben a Szellemlovassal (eredeti nevén Johnny Blaze) megalakította az Éjfél Fiai nevű csapatot, hogy szembeszálljanak „minden szörny anyjával”, a Lilith nevű démonnal. Morbius sorozata egyike volt azon horror-okkult füzeteknek, melyeket a crossover történet kapcsán indított a Marvel.
A Szellemlovas egy víziója nyomán próbálta megtalálni Morbiust. A keresésben Morbius régi szerelme, Martine is részt vett, aki már régóta egy orvos segítségével próbált gyógymódot találni férje állapotára. A Szellemlovasnak és Johnny Blaze-nek sikerült elfogniuk Morbiust és Martine orvos barátjához vinniük. Az orvos, dr. Langford azonban ahelyett, hogy meg akarta volna gyógyítani Morbiust meg akarta ölni az általa kifejlesztett szérummal. Amit azonban Langford sem sejtett, hogy rajta kívül Lilith is Morbius halálát kívánta, és a démon egyik szolgája mérgező vérét is belevegyítette az amúgy is halálos szerbe. Mikor Langford beadta a szérumot Morbiusnak az ahelyett, hogy megölte volna további mutációkat idézett elő benne és Morbius ismét elmenekült. Miután Martine rájött, hogy Langford meg akarta gyilkolni férjét, Langford végzett a nővel. Nem sokkal ezután Morbius bosszúból szerelme haláláért megölte Langfordot. Mivel Morbius lelkiismeretét gyötörték az általa korábban kioltott életek, a Szellemlovas nem pusztította el őt, Morbius pedig megígérte, hogy ezután csak a bűnösök vérét fogja venni míg nem talál gyógymódot magának.
Az új sorozat történeteinek légköre és maga Morbius is jelentős változtatásokon esett át rögtön az első néhány számban. Morbius korábbi állandó öltözetét, azt a ruhát melyet még a végzetes kísérlet alatt hordott mely élő vámpírrá változtatta egy új, a gót szubkultúrát tükröző fekete bőr öltözetre cserélte. Kaminski az eddigi történetekkel cselekményével ellentétben, melyben Morbius mindig máshol tűnt fel menekülve üldözői és saját maga elől, helyhez kötötte a szereplőt. Morbius főhadiszállását Manhattan East Village nevű városrészében, egy toronyház felső két emeletén rendezte be. A sorozatban Morbius magánélete is több szerepet kapott. A Pókember véréből, mely korábban egyszer már meggyógyította őt, kikísérletezett szérum és egy vértisztító dialízis kamra segítségével Morbius naponta néhány órára visszakapta emberi külsejét. Ennek köszönhetően orvosként Morgan Michaels néven munkát is vállalhatott a Szent Júdás Kórházban. Morbius alakjának érdekes kettőssége itt még élesebben vált láthatóvá; miközben a kórházban életeket mentett, az utcákon éjjelente embereket gyilkolt. Kaminski saját ellenfeleket és új mellékszereplőket is alkotott a sorozat számára.
Gregory Wright 1993 májusában, a 9. számmal lett a sorozat írója Len Kaminski távozása után. Wright 1993 és 1994 között 15 számnak volt az írója. Ezen időszak alatt a sorozat cselekménye szinte követhetetlenné vált a Marvel crossover történetei miatt azon olvasók számára, akik nem vásárolták meg a többi érintett füzetet. A Morbius 9. számának cselekménye például a Doctor Strange 53., a Morbius 10. számának a cselekménye pedig Nightstalkers 8. és 9. számában folytatódott. A 12. szám az ötrészes Midnight Massacre (Éjféli mészárlás), a 16. és 17. szám pedig a Siege of Darkness (A sötétség ostroma) című crossover részei voltak. Ezeken kívül Morbius vendégszerepelt a Pókember füzeteiben megjelent Maximum Carnage című történetben, majd pedig a Venom: Enemy Within című háromrészes minisorozatban Venom oldalán is. Ez a két történet azonban nem kapcsolódott szorosan Morbius saját sorozatának cselekményéhez. A 13. számon Ron Wagnerrel Henry Martinez, a 14. számon Mel Rubi rajzolók dolgoztak együtt. A 15. számmal Isaac Cordova vette át a rajzolói munkakört, majd őt követően a 19. számmal Nick Napolitano.
Wright történeteinek központi szereplője Morbius mellett a Vérszomj nevű lilin, Lilith egyik gyermeke volt. Vérszomj a 20. számig csak mint egy idegen tudat volt jelen a sorozatban, aki még a sorozat első számban került Morbius testébe azzal a szérummal, amivel dr. Langford végezi akart vele. Morbius új, természetfeletti képességeit is neki köszönhette, melyeket a sorozat elején szerzett meg. A Midnight Massacre című történet után, melyben Morbius meghalt majd pedig lélek nélkül tért vissza az életbe, Vérszomj egyre nagyobb befolyást szerzett Morbius tettei felett és olykor teljesen át is vette a teste feletti uralmat. A Siege of Darkness című történet alatt Morbius szinte teljesen felszámolta Vérszomj tudati befolyását, majd a 20. számban az idegen vér kiszűrésével a testéből eltávolította magából a lilint is. A kiszűrt vérből Vérszomj testet öltött és megpróbálta megölni Morbiust de végül ő maga pusztult el a harc során.
Miután a sorozat eladási mutatói csökkenni kezdtek, a kiadó a 20. szám levelezési rovatában arra kérte az olvasókat, hogy írják meg milyen történeteket szeretnének olvasni a füzetben és milyen mellékszereplőket szeretnének viszontlátni. Wright a 23. számon dolgozott utoljára. A 24. szám írói Pat Mills és Tony Skinner voltak. A 25. számmal Lisa Trusiani lett a sorozat új állandó írója, rajzolója Craig Gilmore, majd a 31. számtól Fabio Laguna lett, akik a szerkesztők ígérete szerint a felhívásra beérkezett levelek figyelembevételével fogtak hozzá a Morbius kalandjainak folytatásához. Valójában azonban ahelyett, hogy a történetek visszatértek volna az alapokhoz, melyeket még Len Kaminski fektetett le a sorozat kezdetén, egyre távolabb kerültek tőle. Trusiani a 25. számban mutatta be Morbius új szerelmét, Lenát, akinek a kedvéért az élő vámpír átértékelte az életét és elhatározta, hogy soha többé nem fogja még bűnözőknek sem a vérét venni, még akkor sem ha ez egyet jelentett számára az öngyilkossággal. Az őt tápláló vér elvonása miatt a legyöngült Morbius a 28. számban meg is halt, és még orvos barátja, Jacob által kifejlesztett új szérum sem segített visszahozni az életbe. Morbius azonban nem sokáig maradt halott, a következő számban temetésén, a sírhantjából ásta ki magát. A szérumtól való feltámadása után Morbius vérszomja eltűnt és betegségének külső jelei is bizonyos mértékig eltűntek, de emellett emberfeletti képességei megmaradtak. Az átmeneti gyógyulás azonban nem tartott sokáig, Morbius vér iránti éhség a 32. számban ismét visszatért és az elő vámpír ismét gyilkolni kezdett. Az új alkotógárda ellenére a füzet eladása továbbra is folyamatosan csökkent, így ez a szám volt egyben az utolsó is, mely Morbius önálló sorozatából megjelent.

#### Ismét számkivetettként az éjszakában
Miután Morbius saját sorozata 1995 áprilisában, a 32. számmal megszűnt ismét csak vendégszereplőként tűnt fel a Marvel képregényeiben. Az utolsó szám után legközelebb 1997 februárjában, az X-Man 24. és Spider-Man 77. számában szerepelt. A történetekből kiderült, hogy Morbius otthagyta otthonát és korábbi munkáját a Szent Júdás Kórházban és ismét az utcákon kezdett vadászni. A Spider-Man ezt követő számaiban Morbius tovább kereste a gyógymódot a betegségére és ebben egy specialista, dr. Andrea Janson segítségét kérte. Hamarosan kiderült azonban, hogy a nő a HYDRA nevű nemzetközi terrorszervezetnek dolgozik, akik saját céljaikra akarták felhasználni Morbiust. Morbiusnak végül sikerült kiszabadulnia a HYDRA fogságából, ezután azonban a Vezér emberei fogták el, aki genetikai kísérletekkel élő fegyverré akarta változtatni őt. Morbiust az 1999 augusztusában megjelent Peter Parker: Spider-Man 8. számában szabadította ki Pókember és a vámpírvadász Penge. Morbius a Spectacular Spider-Man 2004-es 14. száma után, melyben egy apró epizódszerepet töltött be, legközelebb csak a Marvel 2006–2007-es nagy crossover története, a Civil War (Polgárháború) után tűnt fel ismét a Blade 5. számában. A szuperhősök sorait megosztó csata után, melynek következményeképpen az Amerikai kormány regisztrálásra kötelezte az álarcos igazságtevőket, Morbius a kormány szolgálatába állt és közreműködött a renegát Penge elfogásában.
A 2007 szeptemberében megjelent Legion of Monsters: Morbius című egyrészes füzet egy különálló történetet tartalmazott. A cselekmény időpontja nem meghatározott és gyakorlatilag bárhová beilleszthető a Morbius átváltozása utáni történetek közé. A Half Life – A Morbius Tale című történet Morbius belső vívódását örökíti meg új, éjjeli ragadozó énje, mely egy denevér képében jelenik meg és megmaradt emberi mivolta között. A történet írója Brendan Cahill, rajzolója Michael Gaydos volt.

## Michael Morbius

### Eredettörténet
Michael Morbius elismert Nobel-díjas tudós volt, akit egy ritka és halálos vérbetegség támadott meg. Betegségéről csak ő és kutatótársa, Nikos tudott akivel a világtól elvonulva dolgoztak a gyógymódon. Morbius betegségéről még szerelmének, Martine Bancroftnak sem beszélt. Morbius végül felfedezte, hogy egy, a vámpírdenevérek véréből kivont anyag talán a gyógyulásának kulcsa lehet. Morbius elővigyázatosságból a kezelést a nyílt tengeren, egy bérelt hajón akarta elvégezni. Ha a kísérlet kurdarcot vallott volna, ez lett volna Morbius utolsó útja, mivel a betegsége már a végső stádiumába lépett. Az útra csak Nikos kísérte volna el, de Martine hajthatatlan volt és ragaszkodott hozzá, hogy szerelmével tartson.
Miután a hajón Martine, aki még mindig mit sem tudott Morbius betegségéről, nyugovóra tért Morbius és Nikos hozzáfogtak az eljáráshoz, mely Morbius utolsó reménye volt. A vámpírdenevérektől nyert szérumot fájdalmas sokkterápiával kombinálták. Miután Morbius kilépett a gépezetből lassan kezdett belsőleg és külsőleg is átalakulni; fényérzékennyé vált bőre fehér, szemei pedig vörösek lettek. Nem sokkal a kísérlet után Morbius elveszítette önuralmát és dühkitörése során megfojtotta barátját, Nikost. Mikor Morbiusnak ismét kitisztult a feje átkozni kezdte magát azért amivé vált és, hogy megóvja Martine-t inkább a tengerbe vetette magát, hogy öngyilkos legyen. Életösztöne azonban erősebb volt és felúszott a felszínre. Morbiust végül egy hajó „mentette” ki a tengerből, ami végzetes hibának bizonyult a legénység számára.
Morbius tudja, hogy a vérszomja rossz, de az szünet nélkül kísérti őt. Valószínűleg az egész világnak (és talán neki is) ha egyszerűen meghalt volna, de ugyanakkor a megváltás lehetősége is mindig jelen van. Olyan morális dilemmát testesít meg, melyből remek történetek születhetnek.
Cahill így jellemezte Morbius kettős természetét, a benne harcoló gonosztevő-hős jellemvonásokat:
Morbius a kettő közötti választóvonalon sétál. Mindkét csapatban játszott már és úgy érzem, hogy a természeténél fogva soha nem is fogja tudni magát elkötelezni egyik oldalon sem. (…) Úgy gondolom Morbius egy olyan férfi, aki aközben vált gonosztevővé, miközben hős akart lenni.

### Képességei és készségei
Morbius számos emberfeletti képességgel rendelkezik, melyek hasonlítanak a klasszikus értelemben vett élőholt vámpírok természetfeletti képességeihez. Vámpírszerű állapota miatt Morbius kénytelen rendszeresen friss emberi vérrel táplálkozni. A vérbankok által raktározott vérkonzervek csak vészmegoldásként alkalmasak étvágya csillapítására, mivel azok olyan tartósító és véralvadást gátló anyagokat tartalmaznak, amik az általa igényelt szükséges mennyiségnél mérgezően hathatnak rá. Az állati vér szintén nem csillapítja szomjúságát. Morbius áldozatai a vérveszteségbe halnak bele, de akár túl is élhetik a támadást ha Morbius képes valamennyire uralkodni magán és az áldozat időben orvosi segítséget kap. A harapás nem képes másokat vámpírrá változtatni, mivel Morbius vámpírizmusa nem természetfeletti eredetű. Ez a kijelentés többször is elhangzott Morbius saját sorozatában. Ennek ellenére azonban az évek során megjelent történetekben akadtak kivételek is. Egy fiatal fiú a Marvel Team-Up 3., Vic Slaughter a Morbius 9. és egy Roxy nevű kábítószerfüggő lány a Legion of Monsters: Morbius első számában. A Marvel Team-Up és a Legion of Monsters számaiban Morbius szándékosan változtatta vámpírrá áldozatait. Ennek mikéntjére eddig nem született magyarázat, és az is lehetséges, hogy csak írói tévedés eredménye. Vic Slaughter átalakulására magyarázat, hogy Morbius testében akkoriban egy lilin rejtőzött, mely természetfeletti képességekkel is felruházta őt. A Peter Parker: Spider-Man 8. számában Morbius megharapta Pengét, akiben később ennek hatására felerősödtek vámpír-képességei azok negatív mellékhatásai nélkül.
A hagyományosan élőholt vámpírok ellen használt eszközök: a feszület, a fokhagyma, a szentelt víz vagy az ezüst nincsenek hatással Morbiusra, viszont bőre védtelen a napfénnyel szemben. Legyengült állapotban a napfény rövid idő alatt képes végezni vele. Ezt a sebezhető pontját leszámítva Morbius figyelemreméltó öngyógyító képességekkel rendelkezik. Lőtt sebei órák alatt begyógyulnak, törött csontjai pedig néhány nap alatt összeforrnak.
Morbius képes repülni illetve levitálni. A korai történetekben Morbius inkább a szelet kihasználva volt képes vitorlázni, melyben könnyű testfelépítése és üreges csontjai is segítették. Saját sorozata erre a képességére később azt a magyarázatot adta, hogy a Morbius testében végbement mutáció valószínűleg egyfajta pszionikus képességgel ruházta fel. Miután Morbiust megfertőzte a Vérszomj nevű lilin, emberfeletti képességei, így testi ereje és regenerációs képessége is felerősödött és emellett természetfelettiekre is szert tett. Morbius a fertőzés ideje alatt képes volt testét folyékonnyá alakítani és az eredeti vámpírokra jellemző hipnotikus képességeknek is a birtokába jutott. Vérszomj legyőzése után ezek a képességek eltűntek, kivéve a hipnózist.
Michael Morbius emberfeletti és egyben embertelen képességei mellett nemzetközileg elismert Nobel-díjas kutatóorvos volt, elsősorban a hematológia terén. Mikor egy rövid időre sikerült visszaváltoznia emberré, a Marvel képregények több szereplője is hozzá fordult orvosi problémájával, így Jennifer Walters, más néven az Amazon, a vérfarkas Jack Russell és a Fantasztikus Négyes vezetője, Mr. Fantastic is. Saját sorozatában Morbius amellett, hogy továbbra is saját betegségére kereste a gyógymódot, a New York-i Szent Júdás Kórház sürgősségi osztályán dolgozott és frissítette fel orvosi szaktudását a gyakorlatban.

## A sorozat mellékszereplői
Emil Nikos Morbius közeli barátja és kutató társa volt és egyben Morbius átalakulásának első áldozata is. Nikos 1971 novemberében, az Amazing Spider-Man 102. számában szerepelt először Morbius visszaemlékezésében és a további kiadványokban is csak ebben a formában bukkant fel. Ez alól az egyetlen kivétel a 2006 márciusában megjelent Amazing Fantasy 17. száma volt. A Self-Made Monster című történetben Nikos valódi, élőholt vámpírként tért vissza és ismét szembesítette Morbiust egykori tettével. A történet cselekménye látszólag közvetlenül az 1999-ben megjelent Peter Parker: Spider-Man 8. száma után játszódik.
Martine Bancroft Morbius szerelme volt, aki Morbius átváltozása után sem akart lemondani a férfiról. Martine az Amazing Spider-Man 102. számában szerepelt először Morbius visszaemlékezésében, majd pedig valódi szerepben az 1972 júliusában megjelent Marvel Team-Up 3. számában, melyben a Fantasztikus Négyestől kért segítséget szerelme felkutatásában. Martine a Giant-Size Werewolf 4. számában találkozott ismét szerelmével, majd pedig az Adventure into Fear 27. számában együtt bujdosott vele Simon Stroud különleges ügynök elől. A történet után Morbius és Martine útjai szétváltak. A Morbius első számában Martine egy összeesküvés áldozata lett és Morbius karjaiban halt meg. A sorozat 13. számában Morbius a Darkhold, a Bűnök Könyve egyik lapja segítségével élőholtként visszahozta Martine-t a sírjából. Martine testébe azonban ekkor Lilith Parazita nevű lánya költözött aki manipulálni kezdte Morbiust. A lilint végül a 17. számban sikerült kiűzni Martine testéből, de nő továbbra is élőholt maradt. Martine Morbiust hibáztatta élőholt állapotával, és azzal hogy nem képes érezni semmit, ezért kapcsolatuk idővel megromlott. Annak ellenére, hogy Martine azt vallotta, hogy teljesen közömbössé és érzéketlenné vált szélsőségesen féltékeny volt Morbiusra még szakításuk után is. Martine a szakításuk után viszont kikezdett Morbius barátjával, a vérfarkas Jack Russellel. Martine Bancroft a Morbius 32. számában szerepelt utoljára.
Dr. Jacob Weisenthal a Morbius első számában szerepelt először. Jacob Morbus régi barátja, aki együtt dolgozott vele egy szérum kikísérletezésében, mely lehetővé tette Morbiusnak hogy átmenetileg visszanyerje emberi kinézetét. Jacob volt az aki munkát szerzett Morbius számára a Szent Júdás Kórházban.
Jack Russell, a vérfarkas és Morbius az 1975 áprilisában megjelent Giant-Size Werewolf 4. számában kerültek szembe egymással, majd később a Marvel Premiere 28. számában, 1976 februárjában már együtt harcoltak a közös ellenség ellen. Jack Russell Morbius saját sorozatának rendszeresen visszatérő mellékszereplője lett.
Mandy Tyler, a Szent Júdás Kórház hematológiai osztályának adminisztrációs asszisztense a Morbius 7. számában szerepelt először. Mandy kezdettől fogva vonzódott a Morgan Michaels néven ott dolgozó Morbiushoz. A nőt bizarr módon lenyűgözték a sorozatgyilkosok és a vámpirizmus, így attól sem rettent meg, hogy Morgan Michaels valójában a vérszívó Morbius. Morbius futó kapcsolatba bonyolódott Mandy-vel, elsősorban a tudatát manipuláló Vérszomj nevű lilin befolyása miatt. Mikor Vérszomj kiszabadul Morbius testéből a kettejük közötti harc során Mandy súlyosan megsérült, és csak több órás műtét árán tudták megmenteni az életét. Mandy utoljára a Morbius 21. számában szerepelt, ahol a Szent Júdásban lábadozott.
Lena Morbius szerelme volt, akivel az után találkozott, hogy kapcsolata megromlott Martine-vel. Lenát emberkereskedők csempészték az Egyesült Államokba egy meg nem nevezett európai országból és prostitúcióra akarták kényszeríteni. A nőt Morbius mentette meg, de Lena nem volt hálás Morbiusnak, ehelyett visszataszítónak találta őt. Lena a Szent Júdás Kórház halottasházában kezdett dolgozni és szerelmi viszonyt kezdett Morgan Michaelsel, akiről azonban nem tudta, hogy ő Morbius. Morbius a nő hatására felhagyott a vérivással, amibe bele is halt, de nem sokkal ezután fel is támadt hála barátja, Jacob Weisenthal szérumának. Mikor a sorozat utolsó számában Lena megtudta, hogy Morgan valójában Morbius, elüldözte maga mellől a férfit.

### Ellenfelek
Morbius legelső ellenfele átváltozása után Pókember volt. Bár miután Pókember megtudta, hogy Morbius vámpír-betegsége miatt kényszerül ölni a későbbi találkozásaik alkalmával mindig megpróbálta őt jobb belátásra bírni és felajánlani neki a segítségét. Pókember naiv jó szándéka ellenére, hiszen ő maga sem tudta hogyan lehetne gyógyítani Morbius betegségét, találkozásaik néhány kivételtől eltekintve párharcba torkollottak.
A vámpírvadász Penge és Morbius legelőször az Adventure into Fear 24. számában, 1974 októberében találkoztak és mérték össze erejüket. Akárcsak Pókember, Penge is Morbius visszatérő ellenfele akivel azonban kényszerűségből többször is fegyverszünetet kellett kötnie, hogy sikerrel szállhassanak szembe egy közös ellenséggel.
Simon Stroud különleges ügynök a Creatures on the Loose 30. számában szerepelt először melyben John Jameson, az Emberfarkas ügyében nyomozott. Nem sokkal ezután, 1975 áprilisában az Adventure into Fear 27. számában Morbius gyilkosságain kezdett dolgozni, és lassan megszállottan kezdte őt üldözni. Stroud Morbius későbbi sorozatának is állandó mellékszereplője lett.
Dr. Paine, a pszichopata sebész neve a Morbius első számában hangzott el először, de ő maga egészen a 4. számig nem mutatkozott.
Lilith, „minden szörny anyja” Vérszomj nevű fián keresztül manipulálta Morbiust, hogy árulja el a Kilenceket (az Éjfél Fiait). Vérszomj a Morbius első számában került Morbius testébe és próbálta átvenni felette az irányítást. Vérszomj végül a Morbius 20. számában saját testre tett szert és rátámadt Morbiusra, aki a harc során végzett vele.
A Baziliszkusz, egykori nevén Wayne Gifford Morbius visszatérő ellenfele volt saját sorozatában. Első alkalommal a Morbius 4. számában szerepelt 1992 decemberében. Wayne Gifford egy beteg lelkű sorozatgyilkos volt, akit kiskorában apja sokszor bántalmazott. Első áldozatát tizenéves korában gyilkolta meg, egy 14 éves lányt. Giffordban kialakult egy második személyiség, aki magát Baziliszkusznak nevezte és aki ki akart szabadulni a férfi testéből. Mikor elérkezettnek érezte az időt Gifford egy bizarr szertartáson átvágta saját torkát, hogy véréből megszülethessen másik énje, egy hatalmas, gyíkra emlékeztető szörny. Morbius kétszer is összemérte erejét a Baziliszkusszal, utoljára a Morbius 24. számában, de végérvényesen nem tudott megszabadulni tőle. A Baziliszkus egyszerre volt Morbius képmása, kegyetlen ragadozó, és egyben ellentéte is. Míg Gifford önként eldobta életét, hogy szörnyeteggé változhasson, Morbius azért élt, hogy egyszer visszakaphassa emberi mivoltát.
Vic Slaughter a Baziliszkuszhoz hasonlóan kizárólag csak Morbius saját sorozatában szerepelt, először az 1993 februárjában megjelent 6. számban. Slaughter tengerészgyalogosként szolgált és számos bevetésen vett részt Közép-Amerika dzsungeleiben. Miután egy sikertelen küldetés után alakulatából egyedül ő maradt életben a poszttraumás stressz miatt ön és közveszélyes hajlamok alakultak ki benne. Leszerelt és zsoldosként kezdett dolgozni. Slaughtert Simon Stroud bérelte fel Morbius likvidálására. Morbius azonban végzett Slaughter zsoldosaival, őt pedig bosszúból amiért rátámadt élve eltemette. Slaughter azonban nemcsak túlélte az esetet, de Morbius harapásától ő is „hamis” vámpírrá vált, akárcsak maga Morbius. Visszatérve a halál küszöbéről Slaughter új életcélt kapott, hogy megölje Morbiust. Slaughter képességeit annak köszönhette, hogy Morbius vérében ekkor a Vérszomj nevű lilin is jelen volt, mivel Morbius normál esetben nem volt képes terjeszteni a vámpír-fertőzést. Slaughter a vámpírokéhoz hasonló képességekkel rendelkezik; hegyes fogakkal és karmokkal emberfeletti testi erővel és hihetetlen mértékű öngyógyító képességekkel. A Morbius 11. számában Slaughtert Morbius és társai darabokra szaggatták és darabjait kemencébe dobták, de Slaughter még így is képes volt újra „összeállítani” magát. Elveszített erejét emberi vérrel és hússal pótolja. Slaughter ezen kívül képes ködhöz, vagy füsthöz hasonló alakot felvenni, bár ezt a képességet csak egyetlenegyszer, a Nightstalkers 9. számában használta. Vic Slaughter Morbius sorozatának a legtöbbet szerepelt gonosztevője volt.

## Morbius a Marvel alternatív valóságaiban
Morbius a Marvel Újvilág-univerzumában Vlad Dracul fia, Vlad Ţepeş testvére. Ellentétben a mainstream Marvel-univerzumban létező megfelelőjével, ez a Morbius valódi vámpír, aki azonban szintén küzd vérszívó ösztönei ellen. Legelőször az Ultimate Spider-Man 95. számban szerepelt 2006 júliusában.
A 2008 januárjában megjelent House of M: Avengers című minisorozatban első számában Morbius ugyan személyesen nem jelent meg, de utaltak rá, mit arra a tudósra akinek Luke Cage a képességeit köszönheti. A történet a Marvel House of M-világában játszódik.

## Megjelenése a képregényeken kívül
Morbius több epizódjában is szerepelt az 1994-es Pókember című rajzfilmsorozatban, amiben Nick Jameson hangján szólalt meg. Morbius először a második évadban tűnt fel Felicia Hardy barátjaként (a képregényben ők soha nem kerültek közelebbi kapcsolatba egymással). A sorozatban Morbius eredettörténete jelentősen eltért a képregényben olvashatótól, itt Morbius Pókember mutáción átesett vére és egy vámpírdenevér harapása nyomán változott át hamis-vámpírrá. A sorozatot sugárzó FOX tévécsatorna akkoriban igen szigorúan ellenőrizte és cenzúrázta műsorainak tartalmát, mely hatással volt Morbiusra is. A történetekben nem hangozhatott el a „halál” vagy a „meghalni” szó, Morbius áldozatai is általában csak kórházba került a vérveszteségtől, de nem haltak bele a támadásba. A sorozatban Morbius nem éles fogaival sebezte meg áldozatai nyakát és itta fel vérüket, hanem a tenyerén található szívókorongok segítségével jutott hozzá a „plazmához”, mivel a vér szó szintén nem hangozhatott el ezekben a történetekben.
A Penge 2. című filmben David S. Goyer forgatókönyvíró eredeti tervei szerint Morbius lett volna Penge, a vámpírvadász fő ellenfele. A Marvel azonban úgy döntött, hogy inkább visszatartják a szereplőt egy lehetséges, jövőbeli önálló megjelenése érdekében. Az első Penge-film DVD kiadásában extraként szereplő alternatív befejezésben Penge, miután legyőzte Deacon Frostot szembe találta magát egy álarcos alakkal, aki feltehetően a következő film tervezett gonosztevője, Morbius lett volna.
Morbius mint nem játszható szereplő szerepelt a Maximum Carnage című Pókember-történetet feldolgozó Spider-Man and Venom: Maximum Carnage nevű 1994-es verekedős videójátékban. Morbius megidézhető a játék folyamán, aki vagy eltereli az ellenségek figyelmét, vagy pedig csökkenti az életpontjukat. A hatás attól függ, hogy a játékos Pókembert vagy Venomot választotta játszható szereplőként.
A Pókember 3 című film videójáték-adaptációjának Morbius mint exkluzív ellenség jelenik meg a játék Wii, PlayStation 2 és PlayStation Portable változataiban. Morbiust ebben a játékban Sean Donnellan szinkronizálta.

## Ajánlott kiadványok
- Official Handbook of the Marvel Universe: Spider-Man 2005, 2005. január – dokumentáció: Morbius (angolul)

## Külső hivatkozások
- Morbius a Marvel Comics oldalain (angolul)
- Morbius a ComicVine.com oldalain (angolul)
- Morbius Archiválva 2008. május 30-i dátummal a Wayback Machine-ben a Comic Book DB oldalain (angolul)